# Servants in Heaven, Kings in Hell
Servants in Heaven, Kings in Hell è il quinto album del gruppo musicale hip hop statunitense Jedi Mind Tricks, pubblicato il 19 settembre del 2006 e distribuito da Babygrande Records, etichetta del gruppo. L'album si avvale di collaborazioni quasi esclusivamente underground, tuttavia diviene il primo del duo a entrare nella Billboard 200.

## Ricezione
| Recensione | Giudizio |
| ---------- | -------- |
| AllMusic   | [ 1 ]    |
| RapReviews | [ 2 ]    |
| HipHopDX   | [ 3 ]    |
| Prefix     | [ 4 ]    |

L'album è accolto molto positivamente dalla critica specializzata. Marisa Brown per AllMusic scrive: «solitamente Vinnie Paz sceglie di concentrarsi maggiormente su rabbia e dolore [...] tuttavia, Servants in Heaven, Kings in Hell è l'album più socialmente e apertamente consapevole e critico che il gruppo abbia mai fatto.» Paz affronta diversi temi, tra cui nuovamente il suicidio in due diverse canzoni: spicca un'altra sorta di lettera indirizzata alla madre in Razorblade Salvation, brano chiaramente ispirato da Stan di Eminem.
Brown paragona i Jedi Mind Tricks al Wu-Tang Clan per «i testi complessi e intelligenti, i beat duri e il vasto e diversificato numero di appassionati che ha attirato a sé.» Anche Steve Juon di RapReviews recensisce entusiasticamente l'album di un gruppo che «è stato sin dall'inizio della carriera ai margini del mainstream», paragonando il duo ai Cypress Hill e agli M.O.P..

## Tracce
Testi di Kevin Baldwin, Vincenzo Luvineri (tracce 2-7, 9-10, 12-14, 16), R.A. Thornburn (traccia 4), Shara Worden (tracce 6 e 12), William Braunstein (traccia 9), Sufjan Stevens (traccia 12), Ismael Diaz (traccia 13), Sean Price (traccia 13), Edward Littlepage (traccia 14), Sherif Lacey (traccia 14), Alberto Daglio (traccia 16), musiche di Stoupe The Enemy Of Mankind.
1. Intro – 1:05
2. Put 'Em In the Grave – 3:17
3. Suicide (featuring Crypt the Warchild) – 3:52
4. Uncommon Valor: a Vietnam Story (featuring R.A. the Rugged Man) – 4:02
5. A Blood Red Path – 0:55
6. When All Light Dies (featuring Diamond Girl) – 4:33
7. Serenity in Murder – 4:05
8. Pariah Demise (Interlude) – 0:43
9. Heavy Metal Kings (featuring Ill Bill) – 4:33
10. Shadow Business (featuring Crypt the Warchild) – 4:09
11. Triumph and Agony – 0:57
12. Razorblade Salvation (featuring Diamond Girl & Liz Fullerton) – 4:21
13. Outlive the War (featuring Block McCloud & Sean Price) – 3:43
14. Gutta Music (featuring Chief Kamachi & Reef the Lost Cauze) – 3:43
15. Temples of Ice (Interlude) – 0:45
16. Black Winter Day – 4:11

Durata totale: 48:54

## Classifiche
| Classifica (2006)         | Posizione massima |
| ------------------------- | ----------------- |
| Stati Uniti               | 140               |
| US Heatseekers Albums     | 1                 |
| US Independent Albums     | 10                |
| US Top R&B/Hip-Hop Albums | 51                |